# Яйтелес, Исаак
Исаак Яйтелес (нем. Isaak Jeitteles; 3 сентября 1814, Прага — 8 марта 1857, Вена) — австрийский писатель

 и журналист. В литературе известен также под псевдонимом Юлиус Зейдлиц (нем. Julius Seidlitz), который в дальнейшем использовал как христианское имя.
Родился в семье бедного пражского еврея. Получил образование в области экономики и некоторое время работал экономистом. Свои первые статьи опубликовал в 1837 году. Бежал от преследований австрийской цензуры сначала в Саксонию, затем в Венгрию, но позже вернулся в Австрию; работал всю жизнь в разных газетах. Чтобы иметь возможность жениться на женщине христианского вероисповедания, которую он любил, Яйтелес принял крещение, но умер вскоре после вступления в брак. Его вдова затем стала женой Августа Зильберштейна.
Основал в Пеште «Der Hungar», в Вене «Der schwarze Domino» и очень популярные «Wiener Vorstadt-Zeitung» и «Feierstunden». В 1848 году он редактировал «Handelspolitische Zentralblatt des Ministeriums», а затем «Die Presse». Яйтелес — автор удачных «Novellen» (1838), «Neue Novellen» (1845), ряда фельетонных романов («Der Astrolog», 1839; «Böhmen vor 400 Jahren», 1837; «Die letzten Adepten», 1855; «Ein Mann aus der Vorstadt»), имевшей громадный успех народной пьесы «Doctorin Nacht» (1848) и ценной для своего времени монографии «Поэзия и поэты в Австрии» (нем. Die Poesie und die Poeten in Oesterreich; 1836—1837, считается главным его трудом).